# Свети Никола (Присовяни)
Вижте пояснителната страница за други значения на Свети Никола.
„Свети Никола“ (на македонска литературна норма: „Свети Никола“) е възрожденска църква в стружкото село Присовяни, Северна Македония. Църквата е част от Стружкото архиерейско наместничество на Дебърско-Кичевската епархия на Македонската православна църква – Охридска архиепископия. Църквата е гробищен храм, разположен в югозападния край на селото. Според ктиторския надпис над вратата на южната стена църквата е изградена в 1852 година и изписана от Аврам Дичов в 1874 година. Аврам Дичов е автор и на надпрестолния кръст с разпятието.
Царските двери са от средата на XVI век и са дело на изтъкната художествена работилница, действала на територията на Охридската архиепископия. Други произведения от същата работилница са царските двери на „Света Богородица Перивлепта“ - днес в Националния исторически музей в София, дверите от „Големи Свети Врачи“ - днес на иконостаса на „Света Богородица Перивлепта“, дверите от неидентифицирана църква в Охрид - днес в Националния музей в Белград, дверите в „Свети Никола“, дверите от „Свети Георги“ в Горна Влашка махала в Охрид и дверите от „Свети Пантелеймон“ в Горно Нерези.
В дългия ктиторски надпис над входната врата се посочват имената на заслужилите за изографисването местни жители, както и на охридския митрополит Натанаил и на Аврам Дичов..